# Goedele van Brussel

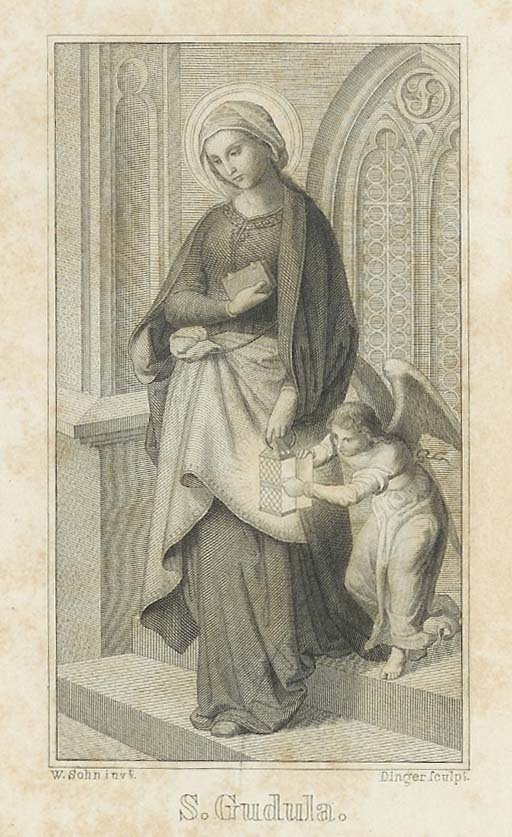
De Heilige Goedele van Brussel en Eibingen

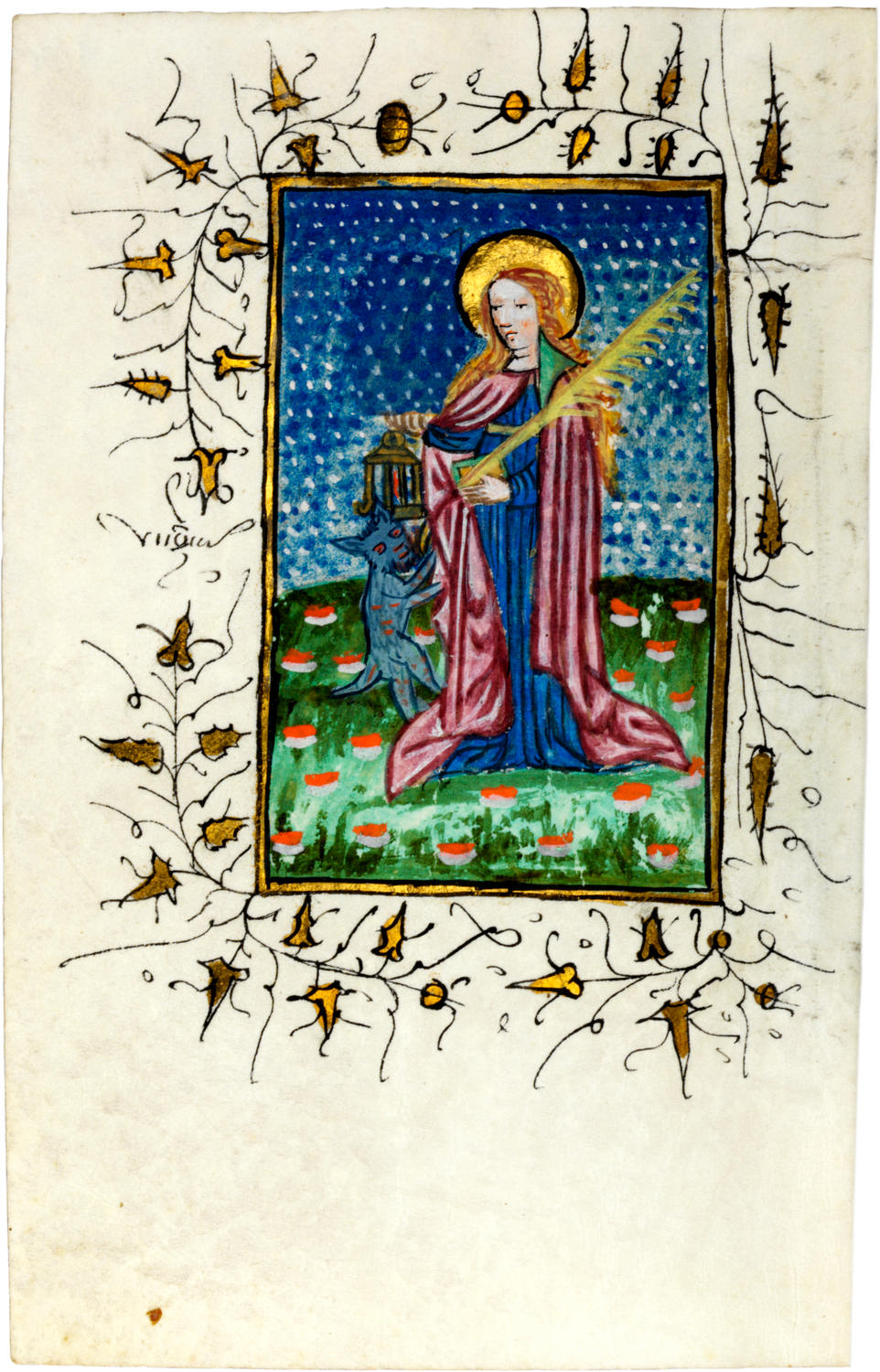
Sinte-Goedele in het Reynegom getijdenboek (collectie KBS)

De heilige Goedele van Brussel (oorspronkelijk in Latijnse teksten Gudila genoemd, vanaf de 16e eeuw Gudula), ook bekend als Goedele van Moorsel (geb. ong. 650 – ovl. tussen 680-714) zorgde voor armen en zieken. Zij leidde een voorbeeldig godvruchtig leven, maar was geen religieuze. Haar relikwie werd al tijdens de 8e eeuw vereerd in het klooster van Moorsel. Haar feestdag valt op 8 januari. De H. Goedele wordt in de kathedraal gevierd als hoogfeest (patrones van de kathedraal en van de stad Brussel). Wanneer 8 januari samenvalt met het hoogfeest van de Openbaring des Heren of met het feest van het Doopsel van de Heer, wordt het verplaatst naar de eerst volgende vrije dag.

## Biografie
De biografie van de heilige Goedele (Vita S. Gudilae) werd in het najaar van 1048 opgetekend door de hagiograaf Onulfus van Hautmont. De opdrachtgever is wellicht bisschop Gerard I van Kamerijk († 1051). In het heiligenverhaal wordt Goedele voorgesteld als de dochter van een (legendarische) Merovingische gouwgraaf van Brabant Witger en de heilige Amalberga van Maubeuge (zuster van de Merovingische hofmeier Pepijn van Landen). De auteur situeert in het legendarische gezin ook de heiligen Emebertus, Reinildis van Saintes en Pharaïlde.
Goedele gaf al op jonge leeftijd blijk van een godvruchtig leven. Volgens de legende ging zij elke ochtend naar een Sint-Salvatorkerk in de nabijheid van haar woonplaats te Moorsel. Om haar te doen afdwalen van de weg naar de kerk blies de duivel telkens weer de kaars in haar lantaarn uit. Dankzij haar gebed werd het licht zonder tussenkomst van een mensenhand telkens weer aangestoken.
Volgens de vita stierf Sinte-Goedele ten tijde van de regering van Pepijn de Oude, waardoor we weten dat zij tussen 680 en 714 moet zijn overleden. Zij werd begraven in een plaats genoemd Ham, blijkbaar een dorp met een kerk, dat op tien mijl (15 kilometer) van Moorsel wordt gesitueerd. Omwille van deze specificaties wordt Ham veelal geïdentificeerd met Hamme, ook al omdat daar een oude Sinte-Goedelecultus bestaat. In de omgeving van Moorsel leeft weliswaar de overtuiging dat Ham in verband zou staan met het Hof te Hamme op het grondgebied van Herdersem.
De relikwieën werden van de eerste begraafplaats te Ham overgebracht naar de kerk te Moorsel. Op initiatief van hertog Karel van Neder-Lotharingen werd het gebeente later overgebracht naar de Sint-Gorikskerk te Brussel. Dit gebeurde naar aanleiding van een rechtsgeding omtrent de onrechtmatige toe-eigening van kerkgoederen te Moorsel, waarbij de hertog aan geen enkele der betrokken partijen het eigendomsrecht over de relikwie nog kon toewijzen.
Onder leiding van bisschop Gerardus I van Kamerijk werd op 16 november 1047 te Brussel de relikwie vanuit de Sint-Gorikskerk overgebracht naar de Sint-Michielskerk. Op dezelfde dag stichtte graaf Lambert II Balderik van Leuven samen met zijn echtgenote Oda van Verdun daar het Sinte-Goedelekapittel. Uit deze stichting is de latere Kathedraal van Sint-Michiel en Sint-Goedele ontstaan.
Tijdens de Beeldenstorm werden de relikwieën van Sinte-Goedele verstrooid en bleven slechts enkele fragmenten van het gebeente bewaard. In de kerk van Eibingen bewaart men al sinds de 12e eeuw de schedel van de heilige. Deze relikwie werd geschonken aan de Duitse mystica Hildegard van Bingen. Wetenschappelijk onderzoek heeft aangetoond dat de tanden van de heilige die men te Brussel bewaart, perfect passen bij de schedel die zich te Eibingen bevindt.

## Vernoeming
Parochies vernoemd naar de heilige Goedele vindt men te:
- Hamme (Vlaams-Brabant);
- Lochem (Gelderland), de Grote of Sint-Gudulakerk;
- Moorsel (Oost-Vlaanderen);
- Rhede (Noordrijn-Westfalen), de Kirche Sankt Gudula;
- Brussel, de Kathedraal van Sint-Michiel en Sint-Goedele.

In haar toenaam wordt Goedele naar verscheidene vereringsplaatsen genoemd:
- Moorsel, haar woonplaats;
- Brussel, waar te harer ere een kapittel werd gesticht;
- Eibingen, waar de schedelrelikwie wordt bewaard.

## Hagiografie
Tussen 1048 en 1051, kort na de oprichting van het Sinte-Goedelekapittel te Brussel (1047) werd op basis van de mondelinge overlevering een heiligenverhaal opgetekend, vermoedelijk door de hagiograaf Onulfus van Hautmont.
De vita werd eind 13e eeuw (mogelijk tussen 1278-1308) vermeerderd en literair verfraaid door een auteur met de naam Hubertus, vermoedelijk te identificeren met de hagiograaf Hubertus Dinart. Deze versie is slechts overgeleverd langs één handschrift uit de abdij van Affligem (apografisch, einde van de 13e eeuw), die wellicht de opdracht tot herwerking van de vita heeft gegeven. Hubertus richt de vita aan een zekere Albertus, die vereenzelvigd kan worden met de toenmalige prior van de abdij van Affligem.

## Werken van Goedele
Tekstuitgaven van de Vita Gudilae:
- Vita prima auctore anonymo = Narrative Sources, G201. BHL 3685. Acta Sanctorum Januarii I, 'De S. Gudila Virgine, Alia Vita Auctore Anonyma', 524-530; Ghesquières en Smetius, Acta Sanctorum Belgii Selecta V, 716-734.
- Vita ampliata auctore Huberto = Narrative Sources, H052. BHL 3684. Acta Sanctorum Januarii I, 'De S. Gudila Virgine', 513-524; Ghesquières en Smetius, Acta Sanctorum Belgii Selecta V, 689-716. Gedeeltelijk ook in Monumenta Germaniae Historica, Scriptores XV-2, 1200-1203.

Oudste bewaard gebleven handschriften in de Koninklijke Bibliotheek Albertina te Brussel:
- Vita prima auctore anonymo : mss II-932 fol. 148-153v (12e eeuw, Sint-Bertijns); II-2309 (VdG 3307) fol. 138v-145r (13e eeuw, Cambron).
- Vita ampliata auctore Huberto (enig exemplaar): mss 1770-1777, fol. 76r-91v (einde 13e eeuw, Abdij van Affligem).